# Carpiquet
Carpiquet település Franciaországban, Calvados megyében. Lakosainak száma 3266 fő (2022. január 1.). Carpiquet Bretteville-sur-Odon, Caen, Saint-Germain-la-Blanche-Herbe, Saint-Manvieu-Norrey, Verson és Rots községekkel határos.

## Népesség
A település népességének változása:
| Lakosok száma | 1315 | 1650 | 1519 | 2013 | 2391 | 2401 | 2607 | 2886 | 3137 | 3266 |
|               | 1968 | 1982 | 1990 | 2006 | 2013 | 2015 | 2017 | 2019 | 2020 | 2022 |